# Crema de moca
La crema de moca, o simplemente moca, es un dulce tradicional a base de café, utilizado principalmente como ingrediente de pasteles o tartas. Elaborado a partir de ingredientes simples, su uso se halla muy extendido.

## Ingredientes
Mantequilla, huevos, azúcar y a veces licor componen este dulce, aunque es el café el que le da su nombre, si bien no es necesario que se utilice la variante de moca.